# Palooka from Paducah
Pour les articles homonymes, voir Palooka.
Pour plus de détails, voir Fiche technique et Distribution.
Palooka from Paducah est un court métrage américain réalisé par Charles Lamont en 1935.

## Distribution
- Buster Keaton : Jim Diltz
- Joe Keaton : Pa Diltz
- Myra Keaton : Ma Diltz
- Louise Keaton : Sis Diltz
- Dewey Robinson : Elmer Diltz
- Bull Montana : Bullfrog Kraus

## Fiche technique
- Producteur : E. H. Allen, E. W. Hammons
- Langue : anglais
- Dates de sortie : 
  -  États-Unis : 11 janvier 1935